# Žichovice
Žichovice är en ort i Tjeckien.   Den ligger i regionen Plzeň, i den sydvästra delen av landet, 110 km sydväst om huvudstaden Prag. Žichovice ligger 445 meter över havet och antalet invånare är 681.
Terrängen runt Žichovice är platt norrut, men söderut är den kuperad. Žichovice ligger nere i en dal. Runt Žichovice är det ganska glesbefolkat, med 23 invånare per kvadratkilometer. Närmaste större samhälle är Strakonice, 19,9 km öster om Žichovice. Omgivningarna runt Žichovice är en mosaik av jordbruksmark och naturlig växtlighet.